# Baia di Cook (Moorea)
La baia di Cook è una delle due profonde insenature che caratterizzano la costa settentrionale dell'isola di Moorea in Polinesia francese. La baia, dalla forma stretta e allungata, prende il nome dall'esploratore britannico James Cook che visitò l'isola nel 1777.

## Geografia
La baia di Cook si apre lungo la costa nord-orientale dell'isola di Moorea. Sovrastata dal monte Rotui, oltre il quale si trova la gemella baia di Opunohu, si situa a nord-est del monte Tohivea, il rilievo più elevato dell'isola.